# Ingrandes, Maine-et-Loire
Ingrandes là một xã thuộc tỉnh Maine-et-Loire trong vùng Pays de la Loire phía tây nước Pháp. Xã này nằm ở khu vực có độ cao từ 7-69 mét trên mực nước biển.